# Pierre Léon
Pierre Léon (* 24. November 1914 in Lyon; † 12. Oktober 1976 in Saint-Mandé (Département Val-de-Marne)) war ein französischer Historiker.

## Leben und Wirken
Léon war ein Erneuerer der Wirtschaftsgeschichte. Seine thèse (entspricht einer Habilitationsschrift) mit dem Titel La Naissance de la grande industrie en Dauphiné (fin du 1869), erschienen 1954, war die erste umfangreichere Untersuchung dieser Art zu einer einzelnen Region.
Léon war zunächst Professor an der Universität von Lyon, wo er das Centre d’histoire économique et sociale de la région lyonnaise gründete und viele Jahre lang betreute, später an der Faculté des lettres de Paris („Sorbonne“). Er war Mitglied wissenschaftlicher Beiräte mehrerer Universitäten und Vorsitzender der Association française des historiens économistes (Vereinigung französischer Wirtschaftshistoriker).
Léon war Schüler Marc Bloch und Ernest Labrousse. Er war an verschiedenen Werken von Autorenkollektiven beteiligt, insbesondere an der Histoire économique et sociale de la France (Braudel-Labrousse), Presses universitaires de France, 1970-1982 (deutsche Ausgabe: Wirtschaft und Gesellschaft in Frankreich im Zeitalter der Industrialisierung: 1789–1880 (später erschien eine gekürzte Neuausgabe)). Er regte auch das im Verlag Armand Colin von 1970 bis 1978 erschienene Werk der sechsbändigen Histoire économique et sociale du monde an und übernahm die Herausgeberschaft.
Léon gründete 1968 die Zeitschrift Bulletin du Centre d’histoire économique et sociale de la région lyonnaise, die unter dem Namen Bulletin du Centre Pierre Léon und später unter dem Namen Cahiers du Centre Pierre Léon d’histoire économique et sociale fortgeführt wurde.
Das Centre d’histoire économique et sociale de la région lyonnaise wurde zu Ehren von Pierre Léon in Centre Pierre Léon umbenannt.

## Schriften
- Deux siècles d’activité minière et metallurgique en Dauphiné: L’usine d’Allevard (1675–1870), Revue de Géographie alpine, 1948, S. 215–258
- La Naissance de la grande industrie en Dauphiné (fin du xviie siècle – 1869) 2 Bände, Faculté des lettres de Grenoble, Presses universitaires de France, Paris 1954
- Économie et Diplomatie : les Relations commerciales delphino-piémontaises au début du xviiie siécle (1700–1730), Cahiers d’histoire, 1960, S. 277–304
- La guerre économique franco-sarde au début du  xviiie siècle. Étude des relations commerciales delphino-piémontaises (1700–1730), Bulletin du C. T. H. S. Section d’histoire moderne et contemporaine (1961) S. 615–620
- « Les Techniques métallurgiques dauphinoises au xvie siècle », in: Histoire de la Pensée V, Paris 1961[3].
- Marchands et spéculateurs dauphinois dans le monde antillais du xviiie siècle, Les Belles Lettres (1963)
- « Crises et adaptations de la métallurgie alpine. L’usine d’Allevard (1869–1914) » Cahiers d’histoire, Grenoble (1963)[4]
- La région lyonnaise dans l’histoire économique et sociale de la France. Une esquisse (xvie – xxe siècles av. J.-C.), Revue historique, 1966, S. 31–62
- Économies et sociétés de l’Amérique latine Regards sur l’histoire (1969)
- Économies et sociétés préindustrielles: 1650–1780 Bd. 2, Armand Colin, 1970
- Géographie de la fortune et structures sociales à Lyon au xixe siècle (1815–1914)
- Eine ausführlichere Bibliographie ist erhältlich bei IdRef Sudoc[5]